# جون كول (لاعب كرة قدم)
جون كول (بالإنجليزية: John Cole)‏ هو لاعب كرة قدم بريطاني في مركز نصف الجناح، ولد في 16 ديسمبر 1941 في Milton, Glasgow ‏ في المملكة المتحدة. لعب مع نادي كوينز بارك.